# Effet de Cranfill
L'effet de Cranfill est un effet particulier engendré par la variation du champ magnétique interplanétaire dans l’héliosphère. Il est nommé d'après Charles W. Cranfill, qui a publié sur le sujet en 1971.

## Description
Si le champ magnétique interplanétaire s'amplifie dans l'héliogaine interne, il peut devenir assez fort pour affecter l'écoulement du plasma à proximité du point de stagnation, entre la sortie du vent solaire et le flux entrant du plasma interstellaire. Lorsque cela se produit, la vitesse d'écoulement cesse de diminuer, ce qui entraîne une diminution de l'intensité du champ magnétique. Par contre, le flux est accéléré vers l'extérieur par une force de gradient de pression magnétique[évasif].